# Intervenção federal no Rio de Janeiro em 1923

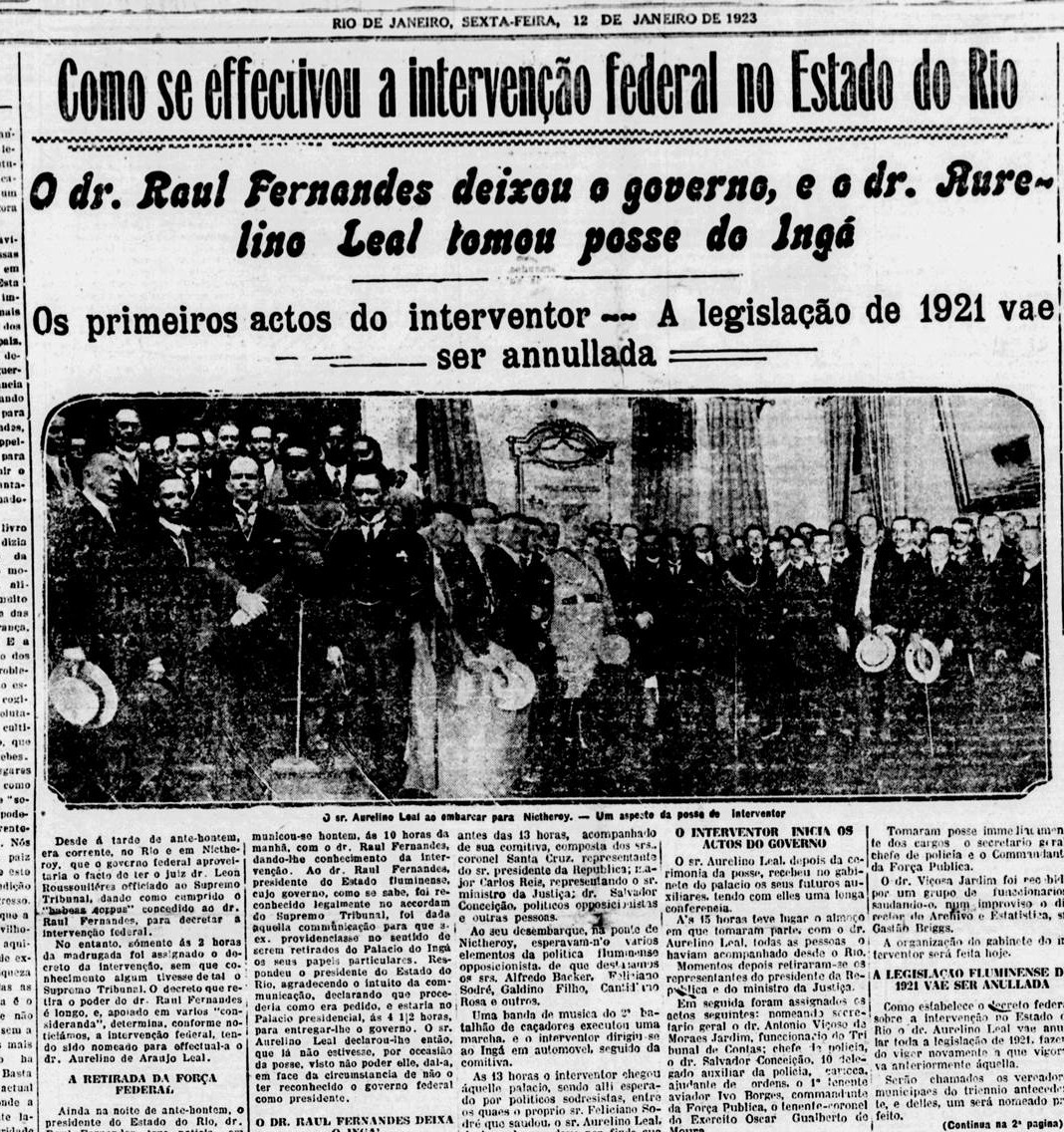
Reportagem de O Brasil sobre a posse de Aurelino Leal

A intervenção federal no Rio de Janeiro em 1923 foi decretada pelo presidente do Brasil Artur Bernardes em 10 de janeiro, instalando o interventor Aurelino Leal na chefia do Poder Executivo estadual. O presidente do Estado (governador) Raul Fernandes, empossado em 31 de dezembro no Palácio do Ingá, em Niterói, era contestado por um governo paralelo de Feliciano Sodré. Aurelino Leal convocou novas eleições, nas quais o único concorrente foi Feliciano Sodré, que assumiu o governo em 23 de dezembro. O governo Aurelino desmontou a máquina política da facção "nilista" de Nilo Peçanha, principal força na política do estado do Rio de Janeiro nas duas décadas anteriores.
Nilo era inimigo de Bernardes desde quando concorreu contra ele na conturbada eleição presidencial de 1922. Na eleição estadual, em junho, Sodré perdeu para o nilista Raul Fernandes. Os deputados da oposição, impedidos de entrar na Assembleia Legislativa pela Força Policial do Estado, denunciaram as eleições como irregulares e organizaram uma Assembleia paralela. A oposição não controlava a máquina pública ou o orçamento, mas contava com o braço forte do governo federal — o mesmo que Nilo usara contra seus opositores fluminenses em 1910 e 1914. A possível intervenção pairou sobre o nilismo por meses, atraindo atenção na imprensa, sobre o pano de fundo do estado de sítio em vigor desde a Revolta dos 18 do Forte.
Raul Fernandes tomou posse garantido por um habeas corpus do Supremo Tribunal Federal (STF), com segurança fornecida pelo Exército federal. No poder, foi boicotado pelo governo federal. A violência alastrou-se pelo interior, no qual oposicionistas e agentes da polícia do Distrito Federal destituíram prefeitos, Câmaras Municipais e outras autoridades, instalando governos municipais leais a Feliciano Sodré. O Exército nada fez pelas autoridades municipais. Segundo o ministro Hermenegildo de Barros, Bernardes convenceu o presidente do STF de que o habeas corpus já estava cumprido e só se aplicava aos funcionários estaduais. Em 9 de janeiro a Força Policial rejeitou a autoridade de Raul Fernandes. A dualidade de governos e as desordens no interior serviram de justificativa à intervenção federal.
Os decretos de intervenção divergiam da prática jurídica consolidada por terem sido promulgados sob recesso parlamentar, sem requisitar o governo estadual e investindo o interventor dos mesmos poderes de um presidente de Estado — inclusive na nomeação de funcionários públicos sem conexão à máquina nilista. A medida transformou o estado do Rio num aliado do governo federal, assim como os outros oponentes na eleição de 1922, o Rio Grande do Sul e a Bahia, que também enfrentaram crises resolvidas favoravelmente a Bernardes. Políticos e juristas apoiaram a medida, apesar das críticas de que ela desrespeitou o habeas corpus do STF. A indignação de setores militares com a intervenção e o papel do Exército foi uma das causas da Revolta Paulista de 1924. A longo prazo, prevaleceu a crítica de que as crises no Rio de Janeiro, Rio Grande do Sul e Bahia teriam sido arquitetadas por Bernardes para se vingar de seus adversários.

## Antecedentes

### O Rio de Nilo Peçanha

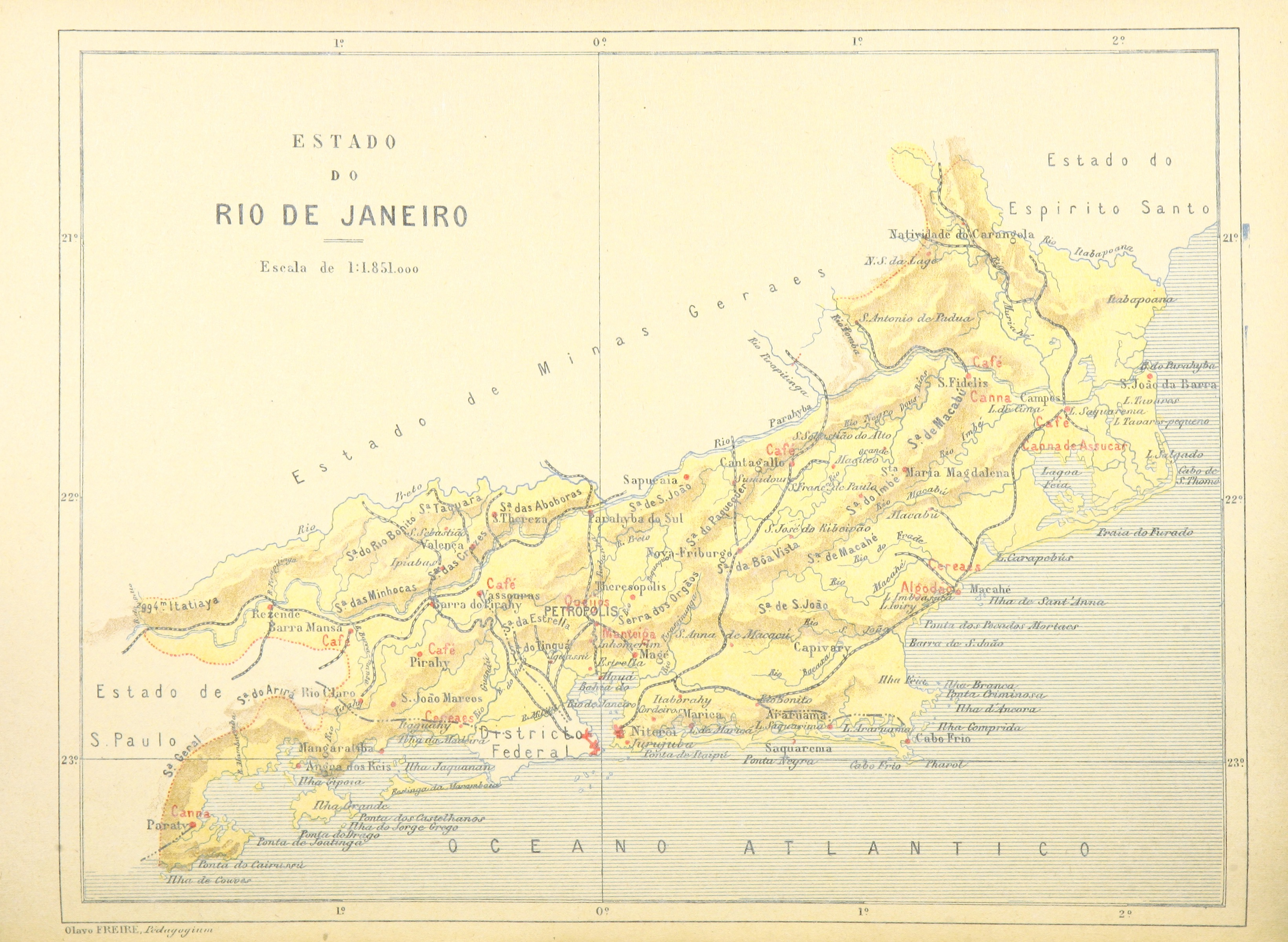
Mapa do estado do Rio de Janeiro em 1895

O estado do Rio de Janeiro em 1922 tinha capital em Niterói e 48 municípios. A cidade do Rio de Janeiro não fazia parte e era administrada como o Distrito Federal, mas sua proximidade significava um envolvimento federal constante nos assuntos fluminenses. No Segundo Reinado, a "Velha Província" do Rio chegou a ser a principal força política do país,  mas sua prosperidade baseada na cafeicultura entrou em declínio na década de 1880. Sua economia e bancada no Congresso ainda eram suficientes para figurar como potência de segunda grandeza na Primeira República, inferior a São Paulo, Minas Gerais e Rio Grande do Sul. Esses estados tinham partidos dominantes coesos, ao contrário das sucessivas lutas políticas internas do Rio de Janeiro.
A corrente dominante na política fluminense, desde o início do século XX, era o "nilismo" de Nilo Peçanha, já referido como "a mais importante força política surgida no Estado do Rio durante a primeira República". Nilo, que chegou a ser presidente da República entre 1909 e 1910, ambicionava aumentar a projeção nacional de seu estado. A máquina política nilista usava típicos instrumentos do coronelismo, como as perseguições políticas e fraudes eleitorais, ao mesmo tempo que Nilo expressava na política nacional um discurso inovador, apelando às camadas urbanas. O partido nilista era Partido Republicano do Rio de Janeiro (PRRJ), antigo Partido Republicano Fluminense, que não chegava a ser uma agremiação disciplinada e coesa.
Enquanto presidente da República, em 1910, houve dualidade de Assembleias Legislativas no Rio de Janeiro, uma situacionista e outra oposicionista. Nilo solicitou intervenção federal e ocupou militarmente o estado para derrubar o dissidência de Alfredo Backer e empossar seu candidato a presidente do Estado (governador), Oliveira Botelho. Em 1914, concorreu pessoalmente contra Feliciano Sodré e recorreu a um habeas corpus do Supremo Tribunal Federal (STF) para tomar posse. Houve nova dualidade de Assembleias e também dualidade de governos estaduais. A oposição solicitou intervenção federal, mas Nilo triunfou com uma ocupação militar ordenada pelo presidente Venceslau Brás. Policiais cariocas invadiram casas de opositores de Nilo em Niterói e empastelaram jornais em Campos. Os anos seguintes foram de estabilidade interna e boas relações com o governo federal. O presidente estadual em 1922, Raul Veiga, era um de seus aliados mais fiéis.

### Eleições de 1921–1922

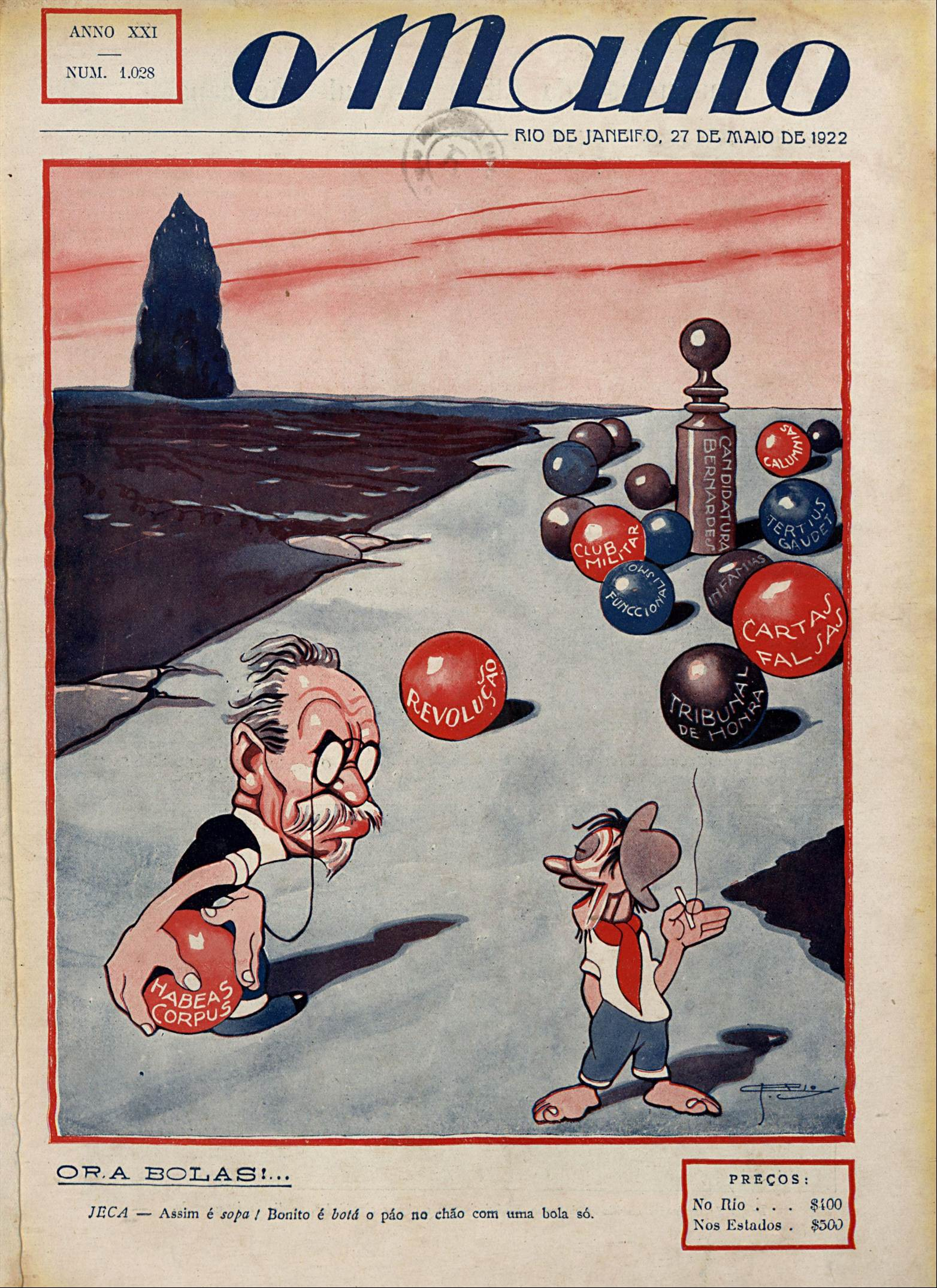
Revista O Malho, maio de 1922: Nilo Peçanha não consegue de todas as maneiras derrubar a candidatura Bernardes

Representantes dos estados reuniram-se em junho de 1921 para definir o candidato situacionista a presidente da República na eleição do ano seguinte. Quase todos os estados, especialmente São Paulo e Minas Gerais, ratificaram o nome de Artur Bernardes para suceder a Epitácio Pessoa. Só o Rio de Janeiro, Rio Grande do Sul, Bahia e Pernambuco não enviaram representantes à convenção, preferindo lançar as candidaturas de Nilo Peçanha para presidente e J. J. Seabra, da Bahia, para vice-presidente.
Os opositores de Nilo no Rio, Backer e Sodré, formaram a Comissão Oposicionista Fluminense para apoiar Bernardes, beneficiando-se do apoio do governo Epitácio. O juiz federal Leon Roussolières, importante aliado bernardista no Rio, promoveu o alistamento de eleitores e a nomeação de novos juízes suplentes sem ligação ao nilismo. Cedendo a uma reivindicação das oposições, a Assembleia Legislativa dominada pelos nilistas tornou eletivo o cargo de prefeito. Ao mesmo tempo, aprovou uma nova lei eleitoral para apertar o controle sobre a composição das mesas eleitorais e juntas apuradoras. A vitória nilista nas eleições para a Assembleia Legislativa e as Câmaras Municipais, em 18 de dezembro, não foi uma surpresa, mas a oposição contestou a legitimidade da junta apuradora.
O resultado da disputa estava atrelado à eleição nacional, que foi vencida por Bernardes em março de 1922, após uma campanha dura e hostil. A Reação Republicana não aceitou os resultados e tentou mobilizar a pressão das massas e dos militares para uma arbitração do processo eleitoral. Os ânimos militares estalaram em 5 de julho, na Revolta dos 18 do Forte. O levante armado foi breve e o governo federal prontamente declarou estado de sítio no Distrito Federal e estado do Rio de Janeiro, com votos favoráveis dos deputados da Reação Republicana. A revolta não era intenção de Nilo, mas em solidarierade ele contribuiu à defesa legal dos rebelados. Bernardes não o perdoaria.
A campanha para o Executivo estadual limitou-se aos tradicionais banquete e leitura da plataforma, sem mobilização popular. Os programas de governo fugiam da norma ao tratar de preocupações específicas: a plataforma nilista de Raul Fernandes tinha algumas críticas ao modelo oligárquico-clientelístico, prometendo separar o exercício do governo da chefia do partido (ou seja, separando-se do papel de Nilo), e defendia o federalismo (posição implícita contra a ameaça de intervenção federal) e pautas agrárias. A plataforma oposicionista de Feliciano Sodré, menos detalhada, focava em questões urbanas. A base política da oposição estava nos principais centros urbanos, especialmente na capital, mas isto não significa que a eleição fosse uma disputa entre modelos econômicos. A luta política era entre grupos clientelísticos.
O estado de sítio foi suspenso por 24 horas em 9 de julho para as eleições à Presidência e Vice-Presidência estaduais e aos prefeitos dos municípios. No pleito estadual, realizado num clima de tensão, os situacionistas Raul Fernandes e Artur Leandro de Araújo Costa derrotaram Feliciano Sodré e Paulino de Sousa, e novamente os resultados foram contestados. Nos municípios, o nilismo manteve o controle da maioria das prefeituras, mas perdeu as duas mais importantes, Niterói e Petrópolis. Na capital o candidato apoiado pelos nilistas, Luís Carlos Froés da Cruz, denunciou ao Tribunal de Relação atos de pressão da oposição, apoiada pelo governo federal, mas não conseguiu anular a vitória do oposicionista Luís Teixeira Leomil. O mesmo tribunal reconheceu a vitória oposicionista em Petrópolis, apesar das alegações de que o candidato nilista teria recebido mais votos. Em Campos houve divisão entre os próprios nilistas. Tudo indicava uma perda do controle nilista sobre o processo político.

## Duplicação de poderes

### Assembleia dissidente

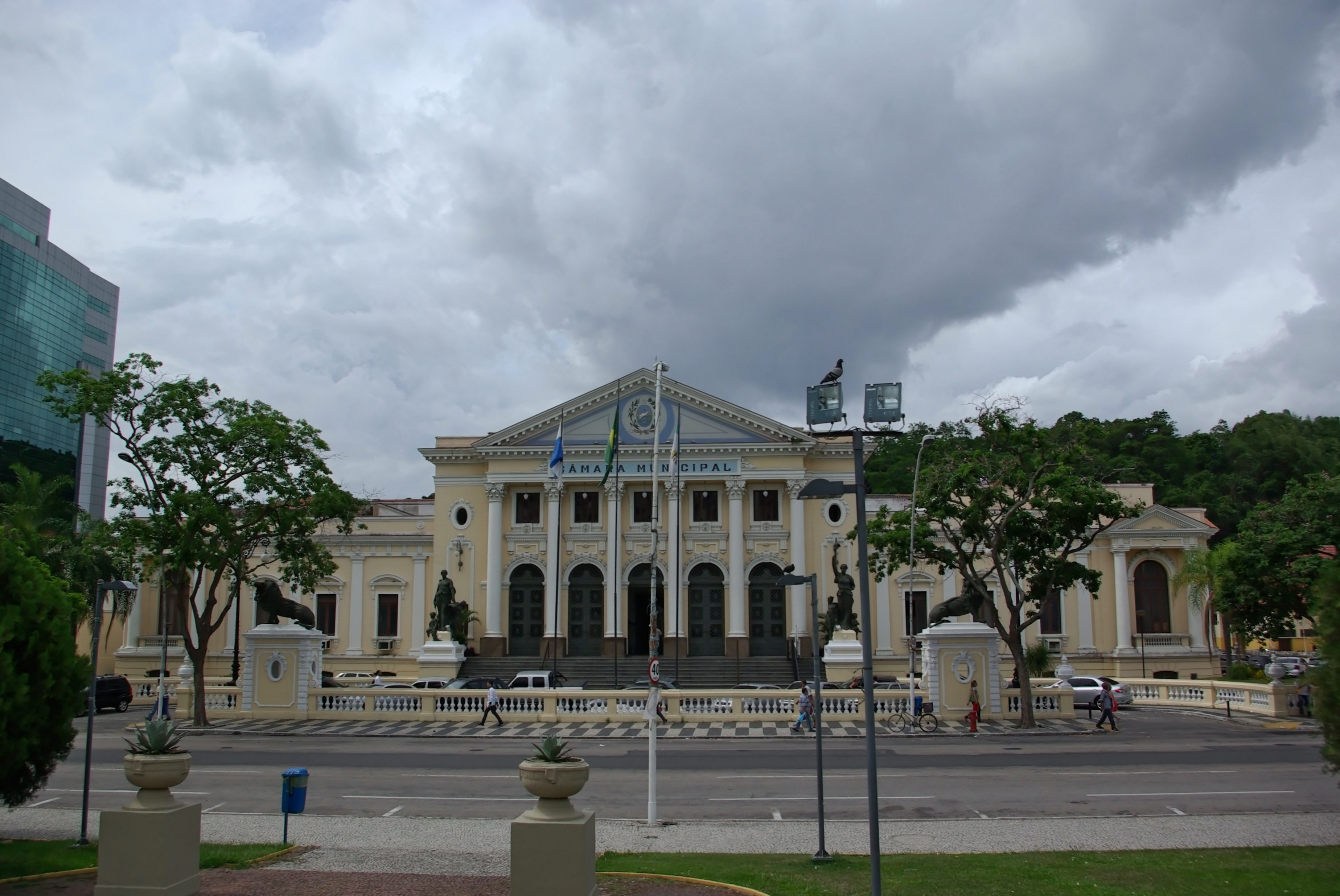
Antiga sede da Assembleia Legislativa, atual Câmara Municipal de Niterói

Os deputados estaduais eleitos em dezembro de 1921 seriam diplomados pela Assembleia em 17 de julho através de uma Comissão de Verificação de Poderes nomeada pelo presidente da legislatura anterior. Este era o nilista Artur Costa, que, como era de praxe na política do período, só reconheceria os candidatos nilistas. Receando tumultos, o governo distribuiu a Força Policial do Estado ao redor da Assembleia. Feliciano Sodré, Horácio de Magalhães e Manoel Duarte, à frente da comitiva dos candidatos, foram fisicamente impedidos quando subiram as escadas do prédio.
A comitiva seguiu à sala de sessões da Câmara Municipal de Niterói, com o apoio do prefeito Leomil e vereadores aliados, e iniciou trabalhos legislativos por conta própria. O Jornal do Commercio, do Distrito Federal, relatou que uma "enorme massa popular" os acompanhou. Isto foi provavelmente um exagero, pois o jornal era alinhado aos oponentes do nilismo. Os deputados lavraram um protesto ao juiz Roussolières, alegando a inconstitucionalidade da lei eleitoral usada em dezembro de 1921, e daí "a nulidade dos diplomas, e em consequência, também a nulidade das leis, atos e resoluções do ajuntamento que, com o título de Assembleia Legislativa, resultar da reunião dos detentores de tais diplomas". Mas eles não solicitavam a anulação do pleito de dezembro de 1921 e se consideravam eleitos por esse mesmo pleito.
Duas assembleias, uma do nilismo, presidida por Artur Costa, e outra da oposição, presidida por Horácio Magalhães, agora se reuniam esporadicamente. No dia 28 o estado de sítio foi prorrogado. O diário oficial publicou apenas as leis produzidas pela assembleia de Artur Costa e sancionadas pelo presidente Raul Veiga, enquanto o Jornal do Commercio publicou as decisões de ambas assembleias. A assembleia de Artur Costa legislava sobre a administração, quase ignorando a existência da duplicada, enquanto a assembleia de Horácio Magalhães produziu poucas leis, principalmente tratando da reorganização territorial do estado. Ela precisava justificar sua existência e o orçamento e a máquina pública estavam fora do seu controle. Não houve junta apuradora paralela para diplomar tais deputados, mas apenas uma denúncia de ilegalidade da junta instituída.

### Expectativas de intervenção

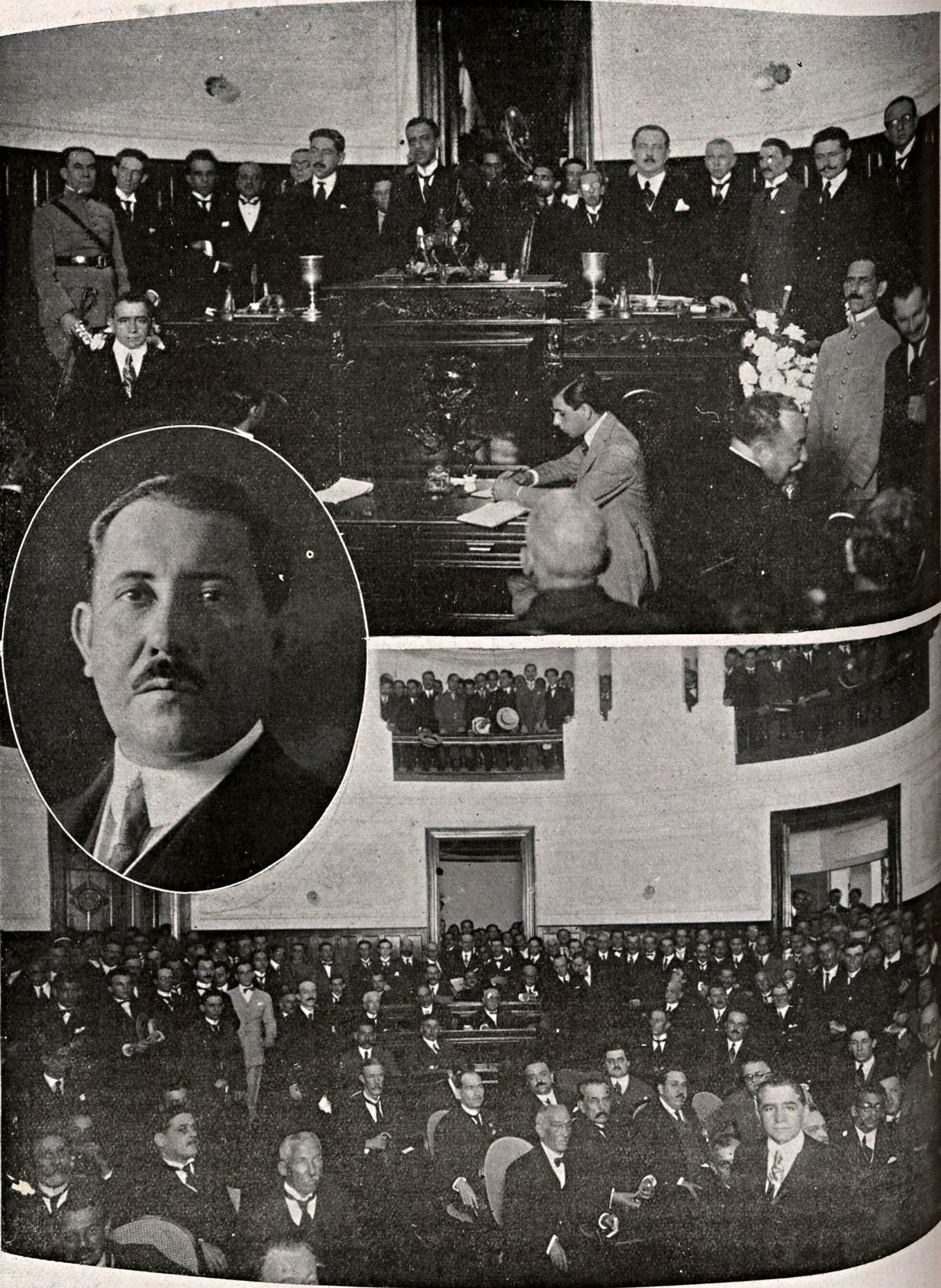
Convenção de correligionários de Sodré (no medalhão) na Assembleia em 1923

Era a Assembleia que diplomava o presidente estadual. A estratégia da oposição era óbvia para os nilistas: passar da dualidade de assembleias à dualidade de governos, e daí solicitar a intervenção federal, uma das duas únicas vias para uma oposição chegar ao poder estadual no sistema da Primeira República — a outra era o estado de sítio. O situacionismo fluminense blindou a posse de Raul Fernandes, reaproximando-se do situacionismo federal, apoiando a candidatura oficial de Estácio Coimbra à vice-presidência e articulando o deputado José Tolentino, que tinha boas relações com o governo federal, como próximo presidente da Assembleia. O cerco apertava ao redor deles: o estado de sítio continuava em vigor e a censura atingia até os discursos de parlamentares na Assembleia. Prisões e processos atingiam políticos e jornalistas fluminenses. O próprio Nilo foi arrolado no inquérito policial, mas depois absolvido da acusação de envolvimento na revolta.
Em agosto, Bernardes escreveu a Afrânio de Melo Franco: "quão grande é o erro dos nossos amigos do Estado do Rio, mantendo-se divididos, nesta hora, por questiúnculas ou rivalidades pessoais". "Ressalvei minha liberdade de ação na política daquele Estado, perante os nossos amigos" — o que podia ser entendido como intenção de não intervir. Havia negociações em curso. O senador Bernardo Pinto Monteiro, amigo de Bernardes e Nilo, propôs a renúncia coletiva do presidente e vice-presidente do estado e da maioria da Assembleia Legislativa e a realização de novas eleições com candidatos de conciliação. O presidente seria neutro, mas de confiança de Nilo. Este recusou o acordo quando Monteiro explicou que o nome já estava escolhido, mas não poderia revelá-lo. Segundo Melo Franco, o outro mediador da proposta, Bernardes não pretendia a conciliação, pois queria exterminar o nilismo. Ele respeitava pessoalmente a Raul Fernandes, mas não podia tolerar sua plataforma de fidelidade a Nilo.
Quando Bernardes tomou posse em 15 de novembro a iminente intervenção federal já polarizava a opinião pública nacional. A proximidade de Niterói às redações dos jornais cariocas dava muita visibilidade à crise. A oposição fluminense aproximou-se do presidente da República, cuja política com os antigos componentes da Reação Republicana seria de perseguição. Raul Soares, presidente de Minas Gerais, enviou uma carta a Bernardes em 15 de dezembro, recomendando a seu velho amigo que emitisse uma nota oficial "em que declare que não intervirá para tirar a Presidência ao Raul Fernandes". "Sodré está evidentemente derrotado, será indefensável qualquer violência para pô-lo no governo e só pela violência ele poderia ir". A intervenção seria "um ato de força que repugna ao nosso espírito legalista".

### Duas posses do Executivo
A posse do presidente e vice-presidente do Estado no Palácio do Ingá estava marcada para 31 de dezembro. Raul Fernandes já pensava em solicitar um habeas corpus quando foi aconselhado a primeiro consultar pessoalmente Artur Bernardes. A primeira entrevista foi confortante, mas poucos dias depois, Bernardes avisou-o que não poderia garantir nada. Levi Carneiro e Assis Chateaubriand escreveram no dia 23 um pedido de habeas corpus (número 8 800) ao STF em favor da posse de Raul Fernandes e Artur Costa. Conforme o documento, o governo federal não havia reconhecido a Assembleia de Artur Costa e ameaçava "dar mão forte aos adversários políticos dos impetrantes, conculcando os direitos destes".
Os solicitantes não teriam como se defender: "enfeixando o Governo Federal ainda agora, pela continuidade do estado de sítio, amplos e irrestritos poderes, vigorando o estado de sítio somente nesta capital e no próprio Estado do Rio; comandada a Força Policial do Estado do Rio, e todas as suas companhias, por oficiais da primeira linha do Exército nacional, designados pelo então Presidente da República imediatamente subordinados ao Governo Federal, e que só destes recebem ordens diretas."
Carneiro e Chateaubriand legitimaram a Assembleia de Artur Costa, pois entre outros contatos, ela manteve relações com os ministros federais da Justiça, Guerra, Fazenda e Relações Exteriores e representantes dos governos de São Paulo, Paraná e Santa Catarina. Deslegitimaram a assembleia de Horácio Magalhães: "sem diplomas, sem livros eleitorais, pelas mesmíssimas eleições a que concorreram os candidatos situacionistas, proclamaram-se deputados, intitularam-se, também, Assembleia Legislativa do Estado, e iniciaram vida coletiva obscura, remotamente esperançada, como a daqueles soberanos destronados".
Outra petição de habeas corpus, de autoria do advogado Theodoro Figueira de Almeida, já havia sido encaminhada ao STF no dia 8. Almeida argumentou que o Executivo e o Legislativo estaduais, de ambos os lados, estavam acéfalos e deveria assumir o próximo na linha sucessória, o presidente do Tribunal da Relação. O STF negou o pedido por falta de consentimento do beneficiário da ordem. A solução de Theodoro de Almeida não era nem nilista e nem sodresista, mas evitaria a intervenção federal.
Horácio Magalhães pediu ao presidente da República uma intervenção federal, argumentando que nenhuma das assembleias tinha diplomas verdadeiros, mas ressaltando que a sua funcionava regularmente, tendo inclusive diplomado a eleição de Feliciano Sodré. Este pediu que garantissem sua posse. As representações de ambos foram encaminhados por Bernardes ao Congresso Nacional em 24 de dezembro. O deputado Sales Filho especulou que a intervenção já estava decidida para o último dia do mês, tendo como interventor Aurelino Leal ou Carneiro da Fontoura. O Congresso entrou em recesso até maio antes de apreciar a questão, dando ampla liberdade para Bernardes resolver a questão como melhor entendesse. O estado de sítio, que deveria expirar depois de 31 de dezembro, foi prorrogado até abril de 1923.
Por seis votos contra cinco, o STF concedeu a ordem de habeas corpus em 27 de dezembro, apesar dos protestos do Procurador-Geral da República Pires de Albuquerque, para o qual a intervenção federal era ato político e portanto, de competência do Congresso e não do Judiciário. Raul Veiga transmitiu o governo a Raul Fernandes em 31 de dezembro, garantido pelo 2.° Batalhão de Caçadores do Exército. O apoio federal havia sido requisitado pelo juiz Roussolières para cumprir o habeas corpus. No dia seguinte, como mandava o protocolo, Raul Fernandes telegrafou ao presidente da República agradecendo a segurança prestada. Artur Bernardes agradeceu e avisou de outra mensagem de Feliciano Sodré, empossado no mesmo cargo e na mesma data.

### Anarquia estadual

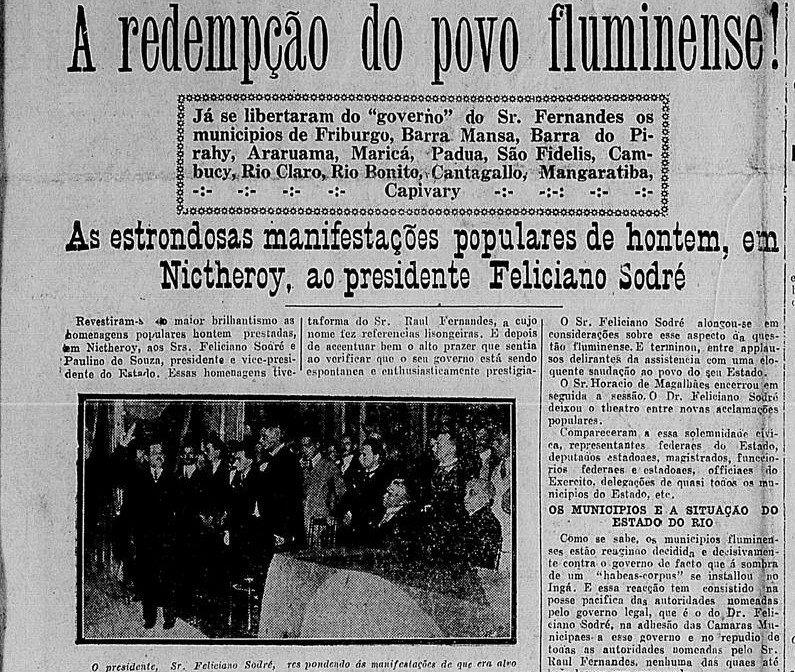
Recorte do jornal A Rua: os municípios "libertam-se" do governo (entre aspas) do sr. Fernandes

Raul Fernandes tomou posse, mas não pôde governar. Dizendo-se ameaçados, os sodresistas envolveram-se em tiroteios no interior. Prefeitos, vereadores e às vezes delegados, coletores das rendas e oficiais do registro civil foram depostos para investir novos titulares ou deixar os municípios acéfalos. O jornal carioca A Rua noticiou a instalação de autoridades leais ao governo Feliciano Sodré em Friburgo e Barra do Piraí, a 3 de janeiro. No dia 6, Maricá, Araruama, Barra Mansa e Cambuci juntaram-se à lista;  até o dia 8, também Pádua, São Fidélis, Rio Claro, Rio Bonito, Cantagalo, Mangaratiba e Capivari. No dia 9, "vinte e um municípios já aderiram ao governo Sodré", incluindo Petrópolis, Itaboraí, Teresópolis, Bom Jardim, Saquarema, Macaé, Cabo Frio e Madalena. Raul Fernandes queria o amparo do Judiciário para não cair na armadilha de um confronto violento, que justificaria a intervenção federal, e por isso determinou às autoridades locais que não resistissem. Várias empresas e comerciantes não pagaram impostos, pois não sabiam a qual dos dois governos pagar.
Na versão sodresista dos fatos, quem depôs as autoridades foram as "respectivas populações", devido ao "incêndio das paixões", num movimento popular de "civismo dignificador", segundo Norival Freitas. Os nilistas denunciavam o envolvimento federal, com o apoio de policiais do Distrito Federal e militares do Exército. A grande maioria dos telegramas das autoridades municipais a Raul Fernandes relata a participação de agentes federais, normalmente com a ocupação da delegacia local e da prisão. Historiadores como Hélio Silva, Marieta de Moraes Ferreira e Edgard Carone dão crédito à participação dos agentes federais nas deposições.
Em Barra Mansa, conforme o delegado policial, policiais do Distrito Federal dispararam carabinas e revólveres e no dia seguinte tomaram à força a coletoria estadual e o cartório de registro. Em Macaé, algumas autoridades policiais teriam sido presas na cadeia até sua soltura por um juiz. O prefeito dessa cidade descreveu as violências:
um grupo de agentes da Polícia do Distrito Federal, chegando a esta cidade pelo expresso de hoje, logo ao desembarcar, de armas em punho, juntou-se a um grupo de correligionários do Major Feliciano Sodré e atacou imediatamente amigos da situação que se achavam nas proximidades da estação Leopoldina, ferindo um chefe de família e imediatamente foi atacada a cadeia pública, onde não houve resistência, por estar com destacamento de duas praças apenas. Prenderam o Dr. Miranda Filho, delegado da 3ª região policial, o suplente Francisco Rodrigues Pinto e outras autoridades. Em seguida, dirigindo-se para o edifício da Prefeitura Municipal, que se achava fechado e sem funcionário algum, no momento, devido ao pânico estabelecido na cidade, arrombaram o próprio municipal, apoderando-se de documentos, apossando-se do respectivo cofre e cometendo as maiores tropelias

### Boicote federal
O deputado Ramiro Braga, de Campos, relatou dos boletins entregues pelas forças que derrubavam as autoridades municipais:

Ao povo! A aparente perturbação da ordem, hoje verificada, nada mais é que a reconquista dos nossos direitos, criminosamente usurpados pelos exploradores das posições rendosas. Esta reconquista é a afirmação de que esse grande povo não desmente as suas gloriosas tradições de altivez e dignidade, que sempre revelou no  cumprimento dos seus deveres cívicos. Agora que as necessárias medidas estão tomadas damos pressa em recomendar toda a moderação, toda a calma, assegurando a todas as famílias poderem ficar tranquilas, certas, hoje mais do que nunca, de que a ordem da cidade será mantida inalterável. A força pública, livre dos desmandos de autoridades provocadoras e reforçada pela dedicação de homens dignos e respeitados, permite a certeza de que nada absolutamente turbará a vida e tranquilidade da cidade. Dentro de poucas horas um forte contingente de força federal chegará a esta cidade para assumir o policiamento, sob as ordens do chefe de polícia.

A pedido de Raul Fernandes, forças federais foram enviadas a diversos municípios e garantiram no cargo os funcionários arrecadadores estaduais. Entretanto, elas nada fizeram para defender os prefeitos e vereadores, pois o juiz Roussoulières entendia que a proteção concedida pelo habeas corpus só se estendia aos delegados do poder estadual. O ministro Hermínio Francisco do Espírito Santo, presidente do STF, cobrou de Roussoulières para impedir as deposições municipais e a "anarquia resultante de uma dualidade de fato que aí se vai estabelecendo e que não seria possível de dar se tivesse sido cumprido o acórdão deste Tribunal". Pouco depois, mudou de ideia e enviou um telegrama afirmando que o habeas corpus estava cumprido. Segundo o ministro Hermenegildo de Barros, o presidente do STF revogou sua ordem anterior após uma reunião com Artur Bernardes no Palácio do Catete. O ministro da Justiça de Bernardes, João Luís Alves, declarou que o Executivo federal havia feito tudo que podia.
A atitude federal era de boicote; segundo Hélio Silva, "era um fato sem precedentes o de isolar o Estado da Federação impossibilitando o exercício da administração". As autoridades federais não se correspondiam com o governo Raul Fernandes. A correspondência postal e telegráfica só era entregue aos membros do governo quando endereçados pelo nome. O pagamento dos cheques ou vales postais emitidos pelas estações arrecadadoras do interior não chegava ao tesoureiro do Estado. O capitão Cavalcanti, assistente militar de Raul Fernandes, foi preso por três dias por ordem do chefe de polícia do Distrito Federal, marechal Carneiro da Fontoura. A polícia carioca apreendeu e transferiu ao governo de Sodré dois automóveis oficiais fluminenses.
Raul Fernandes tentou abafar os tumultos com sua Força Policial. Segundo os relatos seu e de Ramiro Braga, quando ele conseguiu reunir policiais leais (15 praças e um oficial) para uma operação em Friburgo, eles foram impedidos de embarcar na estação ferroviária pelo Exército. Com a autoridade concedida pelo estado de sítio, o comandante do 2.º Batalhão de Caçadores teria pessoalmente comparecido ao quartel da polícia para proibir a saída de destacamentos ao interior, pois "o comandante dessa unidade do Exército ponderara que (...) precisando o meu Governo de apoio da força federal para cumprimento do habeas corpus, não devia movimentar a polícia estadual". Em 9 de janeiro os policiais recolheram-se ao quartel do 2.° Batalhão de Caçadores, recusando obediência ao governo Fernandes. A Rua celebrou: "a força policial do Estado aderiu ao governo do sr. Feliciano Sodré". Segundo Julião de Castro, antes desta manobra os oficiais mais leais ao nilismo foram chamados para depor num inquérito policial, facilitando a cooptação dos restantes.

## Intervenção

### Decretos presidenciais
Às 11h00 da noite de 10 de janeiro, doente e acamado, Artur Bernardes assinou os decretos 15 922, de intervenção federal no Rio de Janeiro, e 15 923, de instruções ao interventor. O dr. Aurelino Leal assumiria o Executivo estadual como interventor, no lugar de Raul Fernandes. Professor de Direito e advogado de renome, foi ele quem redigiu o esboço dos decretos. O ministro da Justiça cortou alguns dos itens. Aurelino era ex-chefe de polícia no governo Venceslau Brás (1914–1918), quando reprimiu os movimentos grevistas do final da década, chefe da campanha eleitoral bernardista na Bahia e até então alheio à política fluminense. Seus contatos com o nilismo eram maiores do que com a oposição; havia sido advogado na firma Guinle & Irmão, juntamente com Raul Fernandes, e trabalhou com Nilo Peçanha no governo Venceslau. É provável que seu nome tenha sido escolha pessoal de Bernardes e não da oposição fluminense. Como constitucionalista, julgava correta a intervenção. Era um nome de peso, mas ainda assim recebido com "flagrante revolta" no Rio de Janeiro, conforme seu biógrafo Hamilton Leal.
O decreto 15 922 se justificava: "o Estado do Rio conta atualmente com dois governos, cada qual se julgando legitimamente investido", um caso de "deformação ou subversão da forma republicana federativa". O resultado foi "um estado permanente de desordem", "sem que qualquer dos pretensos presidentes possa fazer valer a sua autoridade, o que exige a ação da União para conseguir a paz e a tranquilidade públicas".  Isto remetia ao artigo 6 da Constituição: "o governo federal não poderá intervir em negócios peculiares aos estados, salvo:" "2) para manter a forma republicana federativa", e "3) para restabelecer a ordem e a tranquilidade nos Estados, à requisição dos respectivos governos". O decreto argumentou que "essa requisição não se pode dar por inexistência do governo local", uma exceção à jurisprudência consolidada. Esta também determinava que uma intervenção com base no item 2 teria que partir do Legislativo. O decreto justificou: o Congresso não estava reunido e a situação era grave.
O decreto das instruções deu ao interventor poderes iguais aos de um presidente estadual, contrariando a interpretação consolidada de que um interventor federal teria poderes mínimos. O artigo 4 estabelecia:

O interventor substituirá em tudo o Governo normal do Estado, podendo:
- n.° 1: preencher, nos termos das leis locais, os cargos que vagarem;
- n.° 2:  afastar, se não lhe merecerem confiança, quaisquer funcionários do Estado dos respectivos cargos, determinando que outros os substituam, podendo, para isso, mas em ambos os cargos em comissão, recorrer a pessoas estranhas ao funcionalismo local;
- n.° 3: adotar providências rigorosas no tocante á arrecadação das rendas do Estado;
- n.° 4: prover às despesas públicas de acordo com o orçamento estadual;
- n.° 5: exercer suprema inspeção, por intermédio do chefe de Policia que nomear, sobre a segurança pública do Estado, demitindo e nomeando livremente as autoridades policiais;
- n.° 6: nomear livremente em comissão comandante para a Força Policial do Estado e outros quaisquer oficiais auxiliares, dentre a oficialidade do Exército;
- n.° 7: utilizar a dita força no serviço policial do Estado ou desarmá-la, se assim entender necessario;
- n.° 8: utilizar, no serviço de segurança geral, a força federal de terra e mar que for posta á sua disposicão ou requisitá-la em maior número e eficiência ao Governo Federal;
- n.° 9: adotar as medidas necessárias para a garantia de todos os direitos individuais.

Os decretos foram publicados pela manhã. Raul Fernandes não ousou protestar e às 12h00 preparou-se para deixar o Ingá, acompanhado apenas de seu amigo Heitor Collet. Ele tomou uma barca da Companhia Cantareira para o Distrito Federal, e no caminho, cruzou com a que trazia o interventor.

### Reações

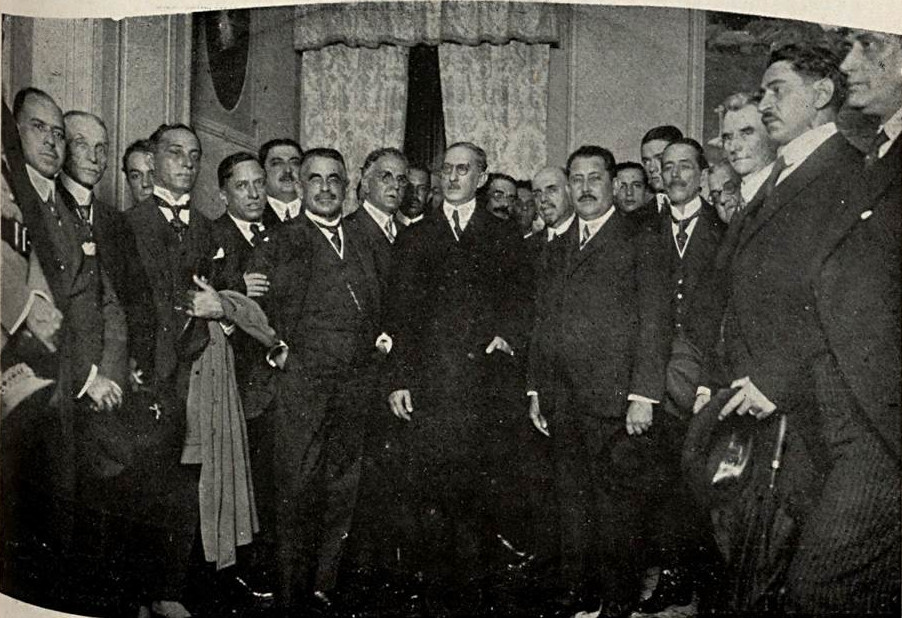
O presidente da República, ao centro, com Feliciano Sodré à sua direita na fotografia

Bernardes lamentou atingir "diretamente um homem tão distinto como Raul Fernandes", e disse que "gostaria de ver o que Nilo dirá a tudo isso". Ainda no dia 11, Nilo escreveu ao presidente da República: "não duvidou V. Exa. em deprimir e desmoralizar o alto poder que julga a constitucionalidade das leis e atos do Congresso e do Governo, como vem criar também um funesto precedente para as instituições e a autonomia do Estado".
O descumprimento do acórdão do habeas corpus decepcionou muitos ministros do STF. Guimarães Natal, relator do processo, chamou o decreto de intervenção de "maior atentado à autoridade de uma decisão judicial, que nenhum outro poder tem competência para rever e alterar, e o mais profundo golpe na Constituição e no regime republicano federativo". Pedro dos Santos, que votara contra a concessão do habeas corpus, entendeu que ele deveria ter sido cumprido. Os ministros estudaram lançar uma nota de repúdio, mas no dia seguinte concluíram que não caberia ao Tribunal se manifestar. Prevaleceu a tese de que só o Congresso poderia julgar a intervenção. Levar a controvérsia à imprensa e confrontar o Executivo seria arriscado demais.
A repercussão da crise fluminense foi obscurecida pela deflagração de um conflito armado no Rio Grande do Sul. O Executivo prorrogou o estado de sítio até o final do ano em 23 de abril, pouco antes do Congresso retomar as atividades, e pediu uma confirmação da intervenção.  Os debates na Câmara foram acalorados e inconsequentes. Poucos eram os deputados de oposição. Parlamentares, políticos e juristas apoiaram amplamente a intervenção, que foi tomada cuidadosamente nos moldes legais. Mas pouquíssimos tentaram refutar a acusação de que a intervenção havia sido um gesto vingativo de Bernardes.
Na comissão de Constituição de Justiça da Câmara, onde o caso foi relatado por Juvenal Lamartine, Prudente de Morais Filho argumentou que o governo não poderia cumprir o habeas corpus e garantir a posse de uma administração em Niterói para em seguida alegar que não havia administração legítima no estado. Afirmou que o governo estadual duplicado não era legítimo e comparou a situação ao Rio Grande do Sul, onde não houve intervenção. O parecer final de 9 de junho concluiu que ambas assembleias fluminenses tinham origens ilegítimas, sendo, portanto, o Executivo federal competente para intervir. Morais Filho, um dos pouquíssimos dissidentes do Partido Republicano Paulista nesta questão, perderia sua cadeira na legislatura seguinte.
No Senado, onde Nilo Peçanha representava o Rio de Janeiro, ele atacou o decreto presidencial como um "achincalhe ao candidato vencido à Presidência da República, a quem tudo se tirou, inclusive a sua velha província, reduzida à condição de colônia". Miguel de Carvalho rebateu, chamando Nilo de "alquimista imprevidente que, por longo tempo, aquecera a retorda da política fluminense, sem deixar válvulas automáticas por onde saísse o excesso de vapor" — referência ao uso da força federal por duas vezes no passado, em 1910 e 1914, contra Backer e Sodré. Em setembro o Congresso aprovou o ato do Executivo.

### Transição de governos

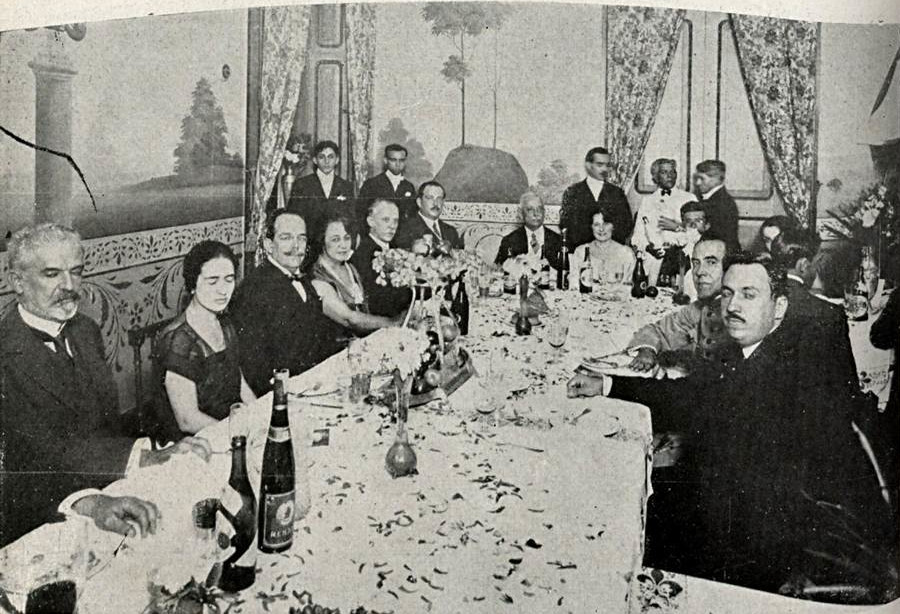
Banquete oferecido ao interventor (do lado esquerdo da mesa, ao centro) pelo prefeito de Campos

A interventoria de Aurelino Leal desmontou a máquina política nilista. Para legitimar seu poder, Aurelino não poderia transmitir automaticamente o poder aos sodresistas. O decreto de intervenção especificava que os auxiliares seriam "pessoas estranhas aos partidos em luta". Mas sua identificação com os antinilistas era clara desde o início. Novas autoridades policiais, juízes e escrivães de paz foram nomeados no interior e os jornais de Niterói foram censurados.
Todas as eleições realizadas no estado desde 18 de dezembro de 1921 foram declaradas nulas. Em 28 de outubro, novas eleições para a Presidência e Assembleia reorganizaram a política estadual. Os nilistas não apresentaram candidatos e a maior controvérsia foi dentro do bloco antinilista, entre Backer e Sodré, ambos os quais queriam ser o candidato. Em 23 de dezembro tomaram posse Feliciano Sodré como presidente do Estado e Paulino Soares de Sousa Júnior como vice. No mesmo dia o governo federal suspendeu o estado de sítio. Nas eleições federais de 17 de fevereiro de 1924 o nilismo perdeu todos os seus deputados federais e senadores. Em maio, nilistas concorreram a algumas câmaras municipais e à prefeitura de Campos, mas em todo o estado só conseguiram eleger dois vereadores em Petrópolis.
Feliciano Sodré buscou delimitar seu governo como um divisor de águas na história estadual. A administração buscou apoio dos estados maiores, mediante a participação na política de defesa do café, e maior independência do Distrito Federal. Entre os intelectuais, o momento foi propício para novas reflexões sobre o estado. Lacerda Nogueira, secretário da Academia Fluminense de Letras, fundou a "Renascença Fluminense" para "manter no estado o respeito dos seus grandes homens, o culto à memória de seus grandes acontecimentos, a defesa de suas instituições liberais". O novo presidente deu seu pleno apoio.

## Consequências

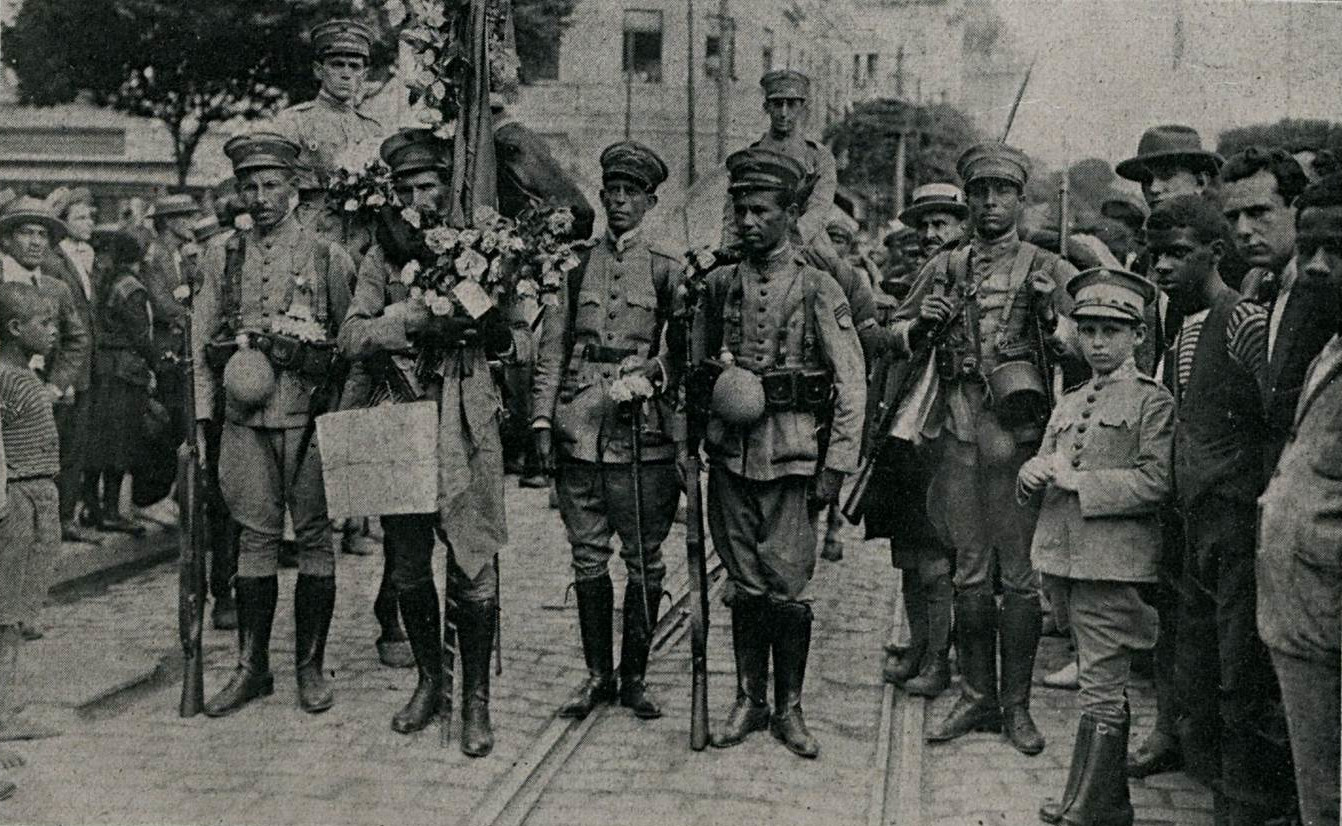
Militares estaduais fluminenses que combateram em São Paulo em 1924

O governo Bernardes triunfou sobre todos os antigos componentes da Reação Republicana. Na Bahia, a substituição dos correligionários de J. J. Seabra foi garantida por uma declaração de estado de sítio. No Rio Grande do Sul, a intermediação federal do fim da guerra civil proibiu a reeleição de Borges de Medeiros e o incorporou à base governista. A médio prazo, as decisões de Bernardes nesses três estados rebaixaram sua imagem. Prevaleceu a versão de que o presidente foi vingativo. Os biográfos dos políticos envolvidos tentaram eximi-los de responsabilidade. Segundo Afonso Arinos de Melo Franco, Bernardes liquidou seus adversários à custa da legitimidade do próprio regime. Historiadores apontam este momento como de hipertrofia do Executivo federal e decadência do paradigma político-jurídico da política dos governadores.
Defensores de Bernardes argumentam que os políticos da Reação Republicana ameaçavam derrubar o governo federal. Mesmo eles reconhecem que as decisões foram "preventivas" e arquitetadas com antecedência. Afonso Arinos, crítico das decisões, cita documentos de novembro de 1921 como evidência de um plano para derrubar Nilo Peçanha: três pareceres de juristas contra a validade das eleições no Rio de Janeiro. Carlos Maximiliano, após argumentar que a eleição de deputados seria nula, concluiu que "ficará escancarada a porta para a intervenção federal". Pedro Tavares especulou que "o caso será essencialmente político, competindo ao governo da União intervir". Afrânio de Melo Franco teria escrito mais um estudo refutando a lógica intervencionista dos pareceres anteriores.
Nilo Peçanha morreu em 31 de março de 1924, prestigiado, mas derrotado. Até seu último mês de vida sua casa foi vigiada pelos espiões da polícia política da capital, a 4.ª Delegacia Auxiliar, à procura de conspiradores. E eles apareciam de fato no local. O general Isidoro Dias Lopes, que viria a ser o líder da Revolta Paulista de 1924, discutiu seus planos com Nilo desde o primeiro semestre de 1923. Sua morte foi a perda de um representante civil e momentaneamente desanimou os conspiradores. O clima de arbitrariedades, entre elas o ocorrido no Rio de Janeiro, foi causa da revolta, isto é, do "remédio extralegal contra as vinganças e desatinos do senhor Artur Bernardes", nos termos do conspirador Juarez Távora. Na perspectiva tenentista, não era certo obedecer à hierarquia de um Exército que servia de guarda pretoriana para as ambições políticas do presidente. Um dos manifestos publicados em São Paulo denunciou o Executivo federal por "intervir à mão armada na vida autônoma dos Estados", "mobilizando tropas para subordiná-las às suas preferências partidárias".
Do outro lado dos combates em São Paulo, dois batalhões da Força Policial do Estado participaram do exército legalista, lado a lado com militares federais e de outros estados. Boas relações com o governo federal foram mantidas por Sodré e seu sucessor Manuel Duarte, numa fase política que duraria até sua deposição na Revolução de 1930. Nas eleições à Constituinte em 1933 os nilistas ressurgiram do ostracismo e elegeram a maioria da bancada fluminense.

### Citações
1. ↑  Silva 1971, p. 256, Ferreira 1989, p. 270, Lopes 2015, p. 6.
2. ↑  Galvão 2013, p. 113-114.
3. 1 2  Galvão 2013, p. 150-152.
4. ↑  Fernandes 2012, p. 138.
5. ↑  Ferreira 1985, p. 116.
6. ↑  Fernandes 2012, p. 132-133, 135-136.
7. 1 2  Ferreira 1985, p. 117.
8. ↑  Viscardi 2019, p. 32, 44.
9. ↑  Ferreira 1985, p. 118.
10. ↑  Ferreira 1989, p. 171, 207.
11. ↑  Ferreira 1993, p. 18.
12. ↑  Ferreira 1989, p. 263.
13. ↑  Ferreira 1989, p. 207-210.
14. ↑  Silva 1971, p. 245, 249, 263-264.
15. ↑  Fernandes 2012, p. 135.
16. ↑  Carone 1983, p. 345-348.
17. ↑  Silva 1971, p. 245.
18. ↑  Ferreira 1989, p. 259-261.
19. ↑  Silva 1971, p. 245-246.
20. ↑  Ferreira 1993, p. 19.
21. ↑  Silva 1971, p. 246.
22. ↑  Carone 1983, p. 368-369.
23. ↑  Silva 1971, p. 246, 252.
24. ↑  Ferreira 1989, p. 262-265.
25. 1 2  Silva 1971, p. 250-252.
26. ↑  Ferreira 1989, p. 265-267.
27. ↑  Ferreira 1989, p. 267-268.
28. 1 2  Galvão 2013, p. 69.
29. ↑  Ferreira 1989, p. 268.
30. ↑  Galvão 2013, p. 70-72.
31. ↑  Galvão 2013, p. 74-79.
32. ↑  Galvão 2013, p. 92.
33. ↑  Silva 1971, p. 247-249.
34. ↑  Ferreira 1989, p. 268-269.
35. ↑  Ferreira 1993, p. 20.
36. ↑  Silva 1971, p. 252.
37. 1 2 3  Ferreira 1989, p. 269.
38. ↑  Silva 1971, p. 267-269.
39. ↑  Galvão 2013, p. 33.
40. ↑  Fernandes 2012, p. 141.
41. ↑  Silva 1971, p. 269-270.
42. ↑  Silva 1971, p. 253.
43. ↑  Galvão 2013, p. 87-88, 100-101.
44. ↑  Galvão 2013, p. 101.
45. ↑  Galvão 2013, p. 93.
46. ↑  Galvão 2013, p. 91.
47. ↑  Galvão 2013, p. 97-100.
48. ↑  Galvão 2013, p. 121.
49. ↑  Silva 1971, p. 270-271.
50. ↑  Galvão 2013, p. 122.
51. 1 2 3  Ferreira 1989, p. 270.
52. ↑  Carone 1983, p. 373.
53. 1 2 3 4  Carone 1983, p. 375.
54. ↑  Silva 1971, p. 255-256.
55. ↑  Galvão 2013, p. 61, 111.
56. 1 2 3 4  Silva 1971, p. 256.
57. ↑  Silva 1971, p. 256-257.
58. ↑  «O caso do Estado do Rio: Friburgo e Barra do Pirahy emancipados do "governo" do sr. Fernandes». A Rua. Rio de Janeiro. 4 de janeiro de 1923
59. ↑  «O caso do Estado do Rio: Maricá, Araruama, Barra Mansa e Cambucy emancipam-se do "governo" do sr. Raul Fernandes». A Rua. Rio de Janeiro. 6 de janeiro de 1923
60. ↑  «A redempção do povo fluminense!». A Rua. Rio de Janeiro. 8 de janeiro de 1923
61. 1 2 3  «Pela libertação do Estado do Rio!». A Rua. Rio de Janeiro. 9 de janeiro de 1923
62. ↑  Galvão 2013, p. 110.
63. ↑  Galvão 2013, p. 173.
64. 1 2  Galvão 2013, p. 126.
65. ↑  Galvão 2013, p. 135.
66. ↑  Galvão 2013, p. 136.
67. 1 2 3  Galvão 2013, p. 138-139.
68. ↑  Galvão 2013, p. 139-140.
69. ↑  Galvão 2013, p. 111-115.
70. ↑  Galvão 2013, p. 135-137.
71. ↑  Galvão 2013, p. 134-135.
72. ↑  Silva 2004, p. 61.
73. 1 2  Galvão 2013, p. 38.
74. 1 2 3  Silva 1971, p. 271.
75. 1 2 3 4  Galvão 2013, p. 165.
76. 1 2  Ferreira 1989, p. 275.
77. ↑  Galvão 2013, p. 164-166.
78. ↑  Silva 2004, p. 61-63.
79. ↑  Galvão 2013, p. 25, 122-123.
80. ↑  Silva 2004, p. 63.
81. ↑  Galvão 2013, p. 124.
82. ↑  Silva 2004, p. 64-65.
83. ↑  Silva 1971, p. 272.
84. 1 2 3  Silva 1971, p. 272-273.
85. 1 2  Galvão 2013, p. 120.
86. ↑  Silva 1971, p. 258-259.
87. ↑  Galvão 2013, p. 119.
88. ↑  Galvão 2013, p. 36-37.
89. ↑  Silva 1971, p. 259.
90. 1 2  Galvão 2013, p. 144.
91. ↑  Galvão 2013, p. 152.
92. ↑  Silva 1971, p. 262.
93. ↑  Galvão 2013, p. 151-152.
94. ↑  Silva 1971, p. 260-261.
95. ↑  Silva 1971, p. 263-264.
96. ↑  Galvão 2013, p. 37.
97. ↑  Galvão 2013, p. 153.
98. ↑  Galvão 2013, p. 172.
99. 1 2  Ferreira 1989, p. 276-277.
100. ↑  Brasil, Decreto nº 16.276, de 23 de dezembro de 1923. Suspende o estado de sitio.
101. 1 2  Fernandes 2012, p. 144.
102. ↑  Lopes 2015, p. 6.
103. ↑  Fernandes 2012, p. 141-142.
104. ↑  Viscardi 2019, p. 288-289.
105. ↑  Cunha 2011, p. 122-123.
106. ↑  Viscardi 2019, p. 287.
107. ↑  Galvão 2013, p. 181-182.
108. ↑  Galvão 2013, p. 150.
109. ↑  Silva 2004, p. 66.
110. ↑  Galvão 2013, p. 90-91.
111. ↑  Cunha 2011, p. 92, 126.
112. ↑  Carone 1983, p. 382.
113. ↑  Forjaz 1977, p. 56-57.
114. ↑  Silva 1971, p. 357-358.
115. ↑  Forjaz 1977, p. 66.
116. ↑  Costa & Góis 1924, p. 129.
117. ↑  Silva 1971, p. 273.